# Lucien Fliffel
Lucien Fliffel, né le 12 novembre 1931 à Marseille, est un coureur cycliste français, professionnel durant les années 1940 et 1950. 
Son père Embareck a également été coureur cycliste. 

## Palmarès
- 1953
  - 3e du championnat de France des militaires
- 1954
  - Marseille-Nice
  - 2e de Nice-Annot-Nice
- 1955
  - Nice-Annot-Nice
  - 3e du Grand Prix de Vals-les-Bains
- 1956
  - Tour du Vaucluse
  - 3e du Tour du Gard
- 1958
  - Grand Prix de Vals-les-Bains
- 1959
  - 3e du Circuit des Basses-Alpes

## Résultats sur les grands tours

### Tour de France
1 participation
- 1956 : hors délai (1re étape)

### Tour d'Espagne
1 participation
- 1960 : abandon (7e étape)